# ژان-فرانسوا تورنون
ژان-فرانسوا تورنون (فرانسوی: Jean-François Tournon‎; ۶ اوت ۱۹۰۵ – ۱۲ آوریل ۱۹۸۶) شمشیرباز اهل فرانسه بود.
وی در مسابقات کشوری و بین‌المللی در مجموع برندهٔ ۱ مدال برنز شده‌است.